# ПЛ 400 кВ Хмельницька АЕС — Жешув

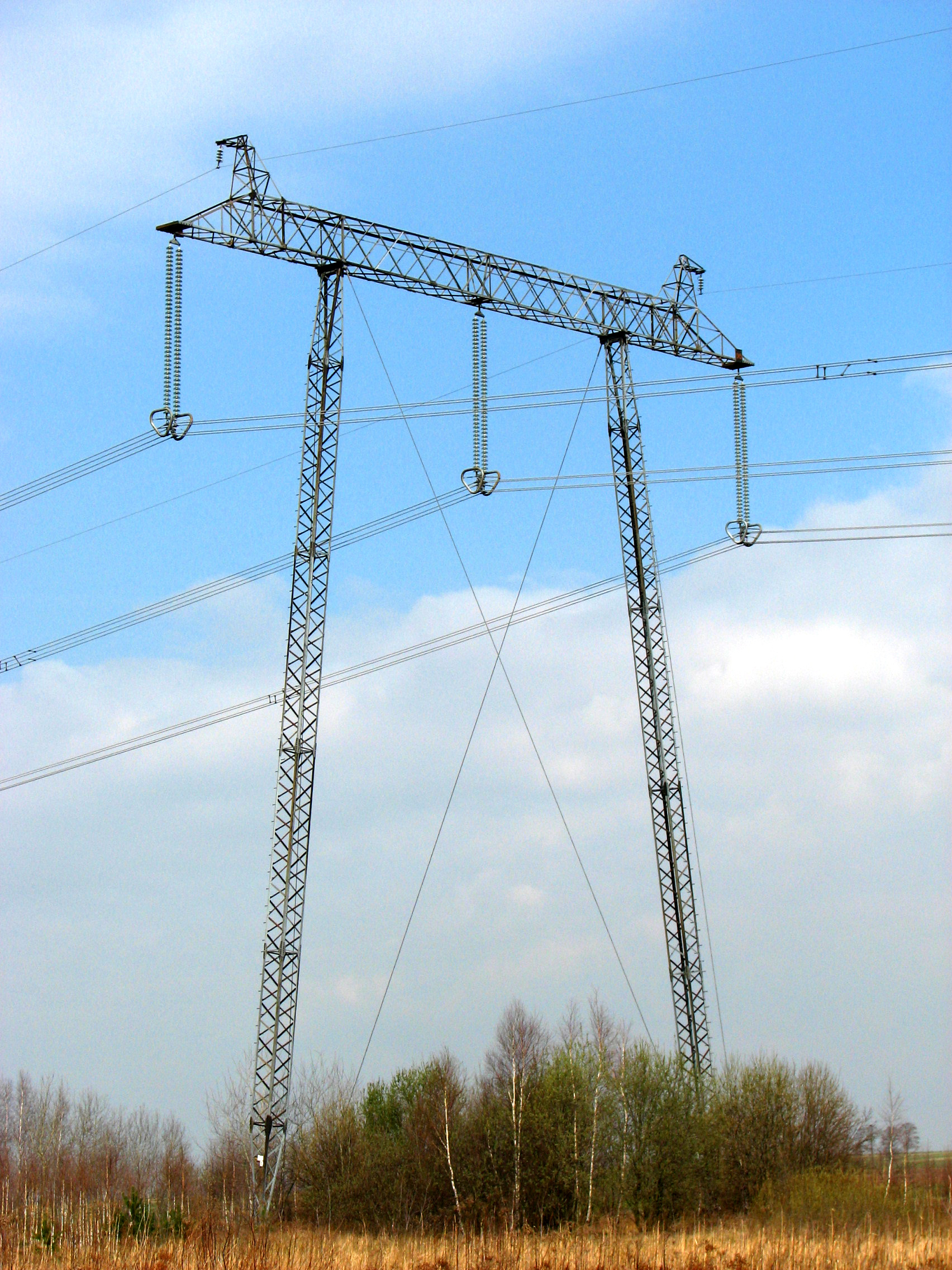
Одна з опор лінії 750 кВ біля станції 750/400 кВ біля Кольбушови.

Повітряна лінія 400 кВ «Хмельницька АЕС — Жешув» — лінія електропередачі напругою 400 кВ, яка початково була збудована як ЛЕП надвисокої напруги 750 кіловольт між Україною та Польщею. Єдина повітряна лінія 750 кВ у Польщі та одна з небагатьох у Європейському Союзі такого типу, по різні сторони кордону має різні типи опор. Рішення про будівництво лінії електропередач затверджено в 1977 році. Лінію ввели в експлуатацію 1985 року для забезпечення роботи енергосистеми «Мир». Лінія має довжину 395 км, з них — 281 км проходить в Україні та 114 км у Польщі. Лінія сполучає підстанцію «Жешув» в населеному пункті Віделка біля Ряшева та ХАЕС в Україні, являє собою одноланцюгову лінію змінного струму з можливою максимальною передачею потужності в 1300 МВт. 
З від'єднанням Польщі від енергосистеми «Мир» і розпадом СРСР лінію вивели з експлуатації та довгий час не використовували. Однак були плани з необхідними техніко-економічним обґрунтуваннями щодо відновлення цієї лінії після 2010 року, побудова вставки постійного струму на польському кінці лінії, але це залишилось у планах, а згодом перекрилось іншим проєктом.
У 2016 році лінію знову почали розглядати як частину майбутнього проєкту Енергоміст «Україна — ЄС», яким передбачали виведення з енергосистеми України одного із енергоблоків ХАЕС, введення його в енергосистему Європи та продаж електроенергії, зокрема в Польщу. Погодження Польщі отримали, проєкт мав велику цікавість, зокрема, зі сторони самої Польщі, де вугільну теплову генерацію обкладали значними квотами на спалювання вугілля. Отримані від продажу електроенергії кошти планували витратити на добудову нових енергоблоків ХАЕС. Проєкт не реалізували, так як був замінений інтеграційними планами.
У 2017 році активізувавася проєкт із повної інтеграції української енергосистеми до енергосистеми Європи з активною експлуатацією цієї лінії. Станом на вересень 2020 року відзвітовано про відновні роботи та готовність лінії в межах проєкту інтеграції до ENTSO-E.
Після багатьох років простою у травні 2023 року було виконано переведення лінії з напруги 750 кВ на 400 кВ та включення в роботу.